# ماسويه المارديني
ماسويه المارديني (توفي 406 هـ / 1015 م) هو طبيب وصيدلي مسيحي.
هو يحيى بن ماسويه المارديني، سماه الغربيون ماسويه الأصغر لتمييزه عن الأكبر وهو يوحنا بن ماسويه. ولد بماردين وعاش في بغداد وبعدها ذهب إلى القاهرة وعمل لخدمة الحاكم بأمر الله، وتوفي بالقاهرة عن عمر يناهز التسعين. يشتهر بموسوعته الصيدلية «الأدوية المفردة».